# 天神神社 (岐阜市柳津町)
天神神社（てんじんじんじゃ）は、岐阜県岐阜市柳津町（旧羽島郡柳津町）にある神社である。柳津天神神社ともいう。
式内社の尾張国葉栗郡の穴太部神社である（穴太部神社は愛知県一宮市の賀茂神社の説もある）。
現在の天神神社は、穴太部神社、北天神神社、中天神神社を合祀した神社である。

## 概略
- 穴太部神社の創建時期ははっきりしていないが、6世紀、聖徳太子が創建した太子寺（現光沢寺）の鎮守として創建されたという。祭神は天穂日命。位置は現在の天神神社の南、約500m付近という。江戸時代は「阿加多天神」と称され、光沢寺の鎮守であったが、明治時代の神仏分離で独立する。
- 北天神神社は、源頼実（源頼定の説もある）が製作した菅原道真像を、1557年（弘治3年）に源頼実の子孫が創建した神社であり、祭神は菅原道真。中天神神社は、創建時期は不明である。
- 1945年（昭和20年）、穴太部神社と中天神神社が北天神神社に合祀され、1954年（昭和29年）に天神神社に改称される。1965年（昭和40年）に岐阜県神社庁より県神社庁長参向指定神社（金幣社）の指定を受ける[1][2]。

## 祭神
- 天穂日命
- 菅原道真

## 所在地
- 岐阜県岐阜市柳津町北塚2-27

## 交通機関
- 名古屋鉄道竹鼻線柳津駅より徒歩10分